# 刘注
刘注（？—前115年），汉朝宗室，西汉楚王。其曾祖父楚元王刘交是汉高祖刘邦的弟弟。前129年，其父刘道去世。刘注继位，一共在位十四年。前115年，刘注去世（據史記，漢書作前117年去世，在位12年），谥号襄，他儿子刘纯嗣位。龟山汉墓就是刘注的墓地。

## 子
- 楚節王刘純（？—前98年），前115年，刘注去世后。前114年，汉武帝命刘純继楚王位。一共在位十七年。（據《史記集解》引徐廣說，《漢書》表、傳皆作十六年）前98年，刘純去世，谥号节，他儿子刘延寿嗣位。